# دیکتافون

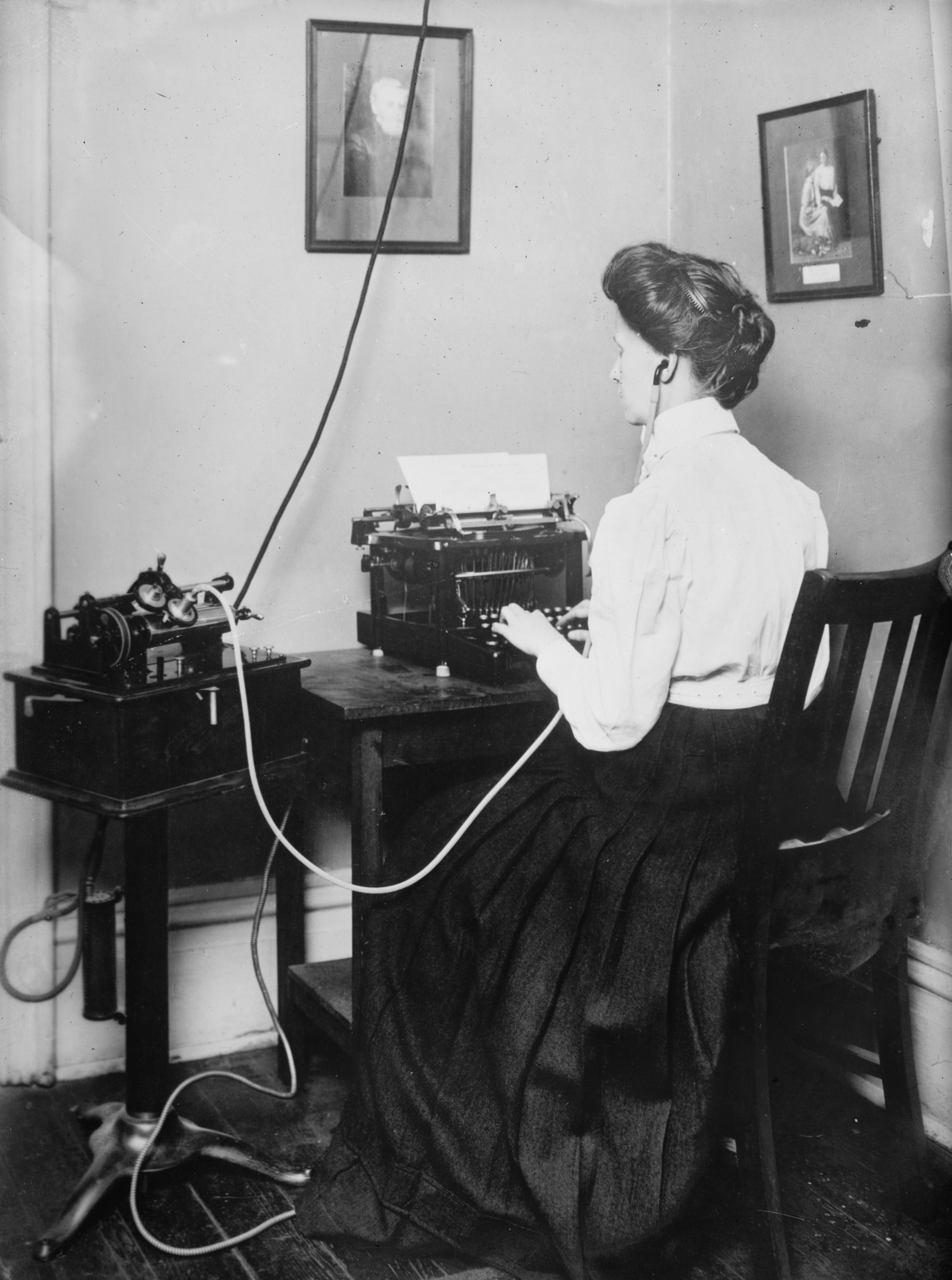
ستاره‌شناس کور در حال استفاده کردن از دستگاه دیکتافون در سال ۱۹۱۱ میلادی

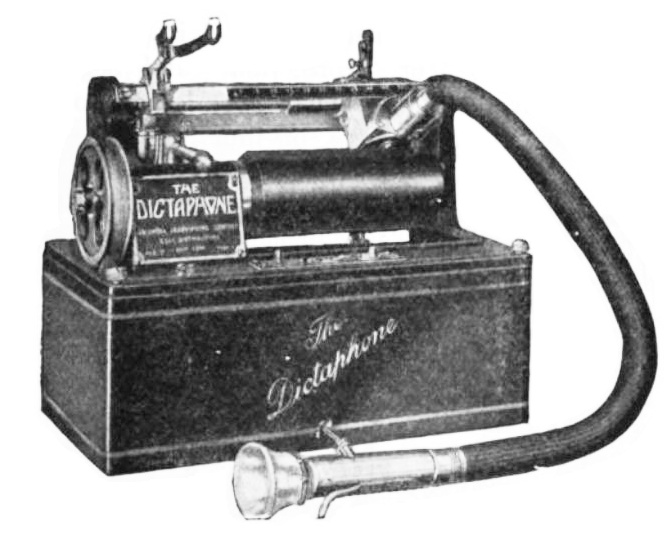
دستگاه دیجیتال سیلندر موم دیکتافون

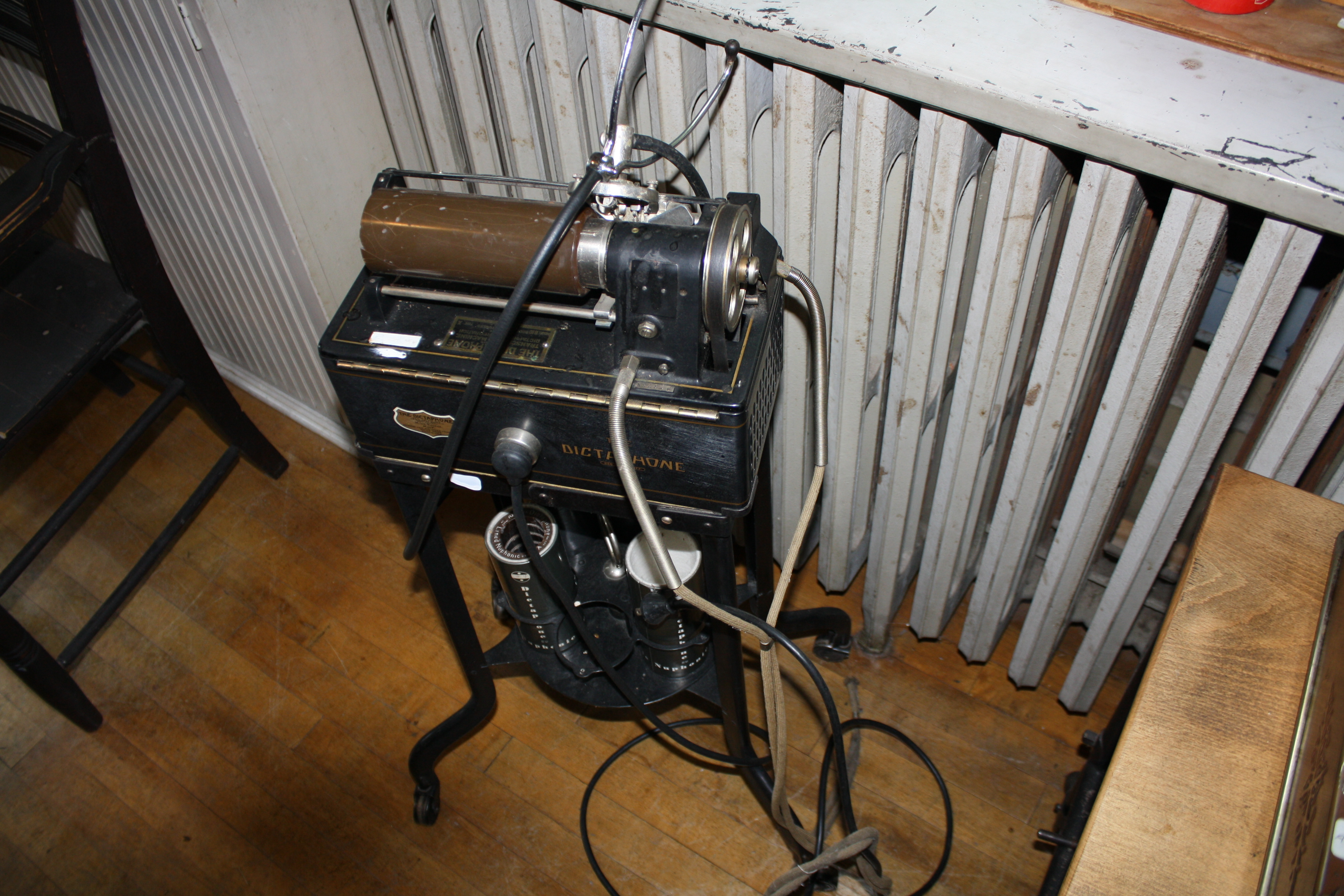
دیکتافون در معرض نمایش در یک موزه

Dictaphone یک شرکت آمریکایی بود که توسط الکساندر گراهام بل تأسیس شد و ماشین دیکته تولید می‌کرد. اکنون این شرکت زیرمجموعه ای از شرکت ارتباطات Nuance مستقر در برلینگتون، ماساچوست است.
اگر چه نام «دیکتافون» دارای علامت تجاری است، ولی به عنوان وسیله ای برای اشاره به هر ماشین دیکته ای شناخته می‌شود.

## تاریخچه
آزمایشگاه ولتا توسط الکساندر گراهام بل در واشینگتن دی سی در سال ۱۸۸۱ تأسیس شد. هنگامی که اختراعات ضبط صدا آزمایشگاه به اندازه کافی با کمک چارلز سونر تاینتر و دیگران توسعه یافت، بل و همکارانش شرکت ولتاگرافون را ایجاد کردند که بعداً با شرکت آمریکایی گرافون(Graphophone) ادغام شد که خود بعداً به کلمبیا رکوردز تبدیل شد.
نام «دیکتافون» در سال ۱۹۰۷ توسط شرکت کلمبیا گرافوفون ثبت شد، که بعد تر به عنوان سازنده برتر اینگونه دستگاه‌ها تبدیل شد. این امر باعث استفاده از سیلندرهای موم برای ضبط صدا شد، که در غیر این صورت توسط فناوری مبتنی بر دیسک گرفته شده بود. دیکتافون در سال ۱۹۲۳ تحت رهبری سی کینگ وود به یک شرکت جداگانه سپرده شد.